# Championnat de France de rugby à XV 1900-1901
Navigation
1899-1900 1901-1902

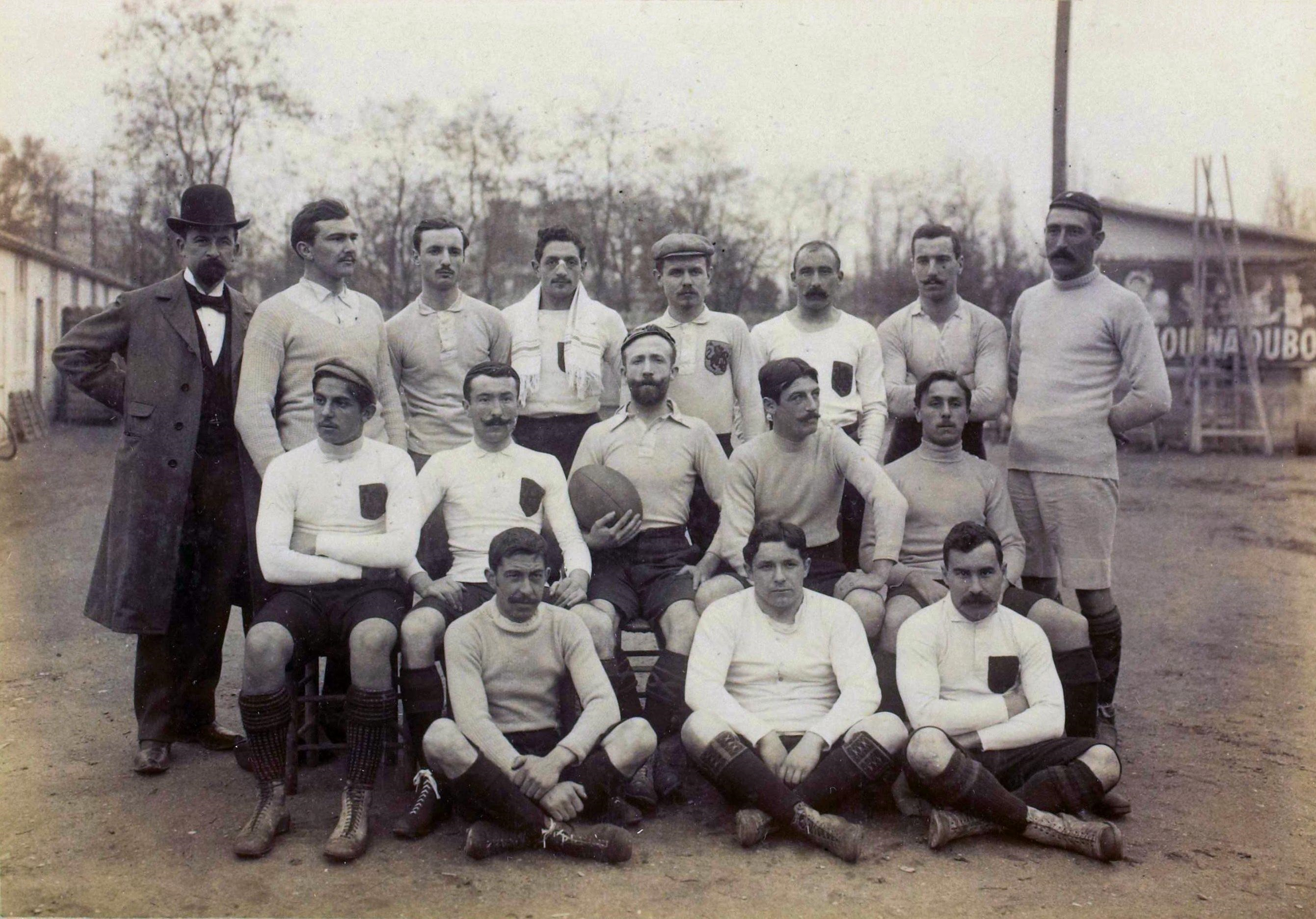
Le Stade bordelais en décembre 1900.

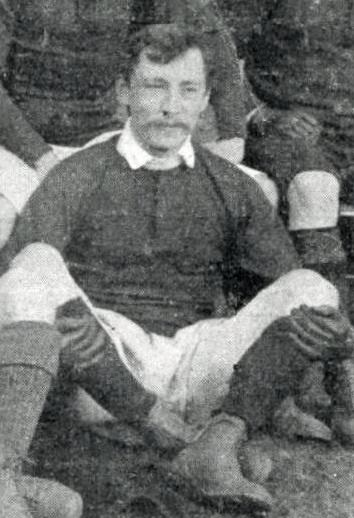
Edmond Mamelle, ingénieur agronome, champion de France en 1894, 1895, 1897, 1898 et 1901 (vice-champion en 1899).

La dixième édition du championnat de France de football-rugby de première série de l'USFSA a lieu lors de la saison 1900-1901.
Le Stade français est donné vainqueur alors qu'il fut vaincu 3-0 par le Stade bordelais en finale.
En effet, les stadistes ont porté une réclamation à la suite de la finale perdue parce que trois joueurs bordelais n'étaient pas homologués pour la disputer. Refusant de la rejouer, les girondins estimant être légitime de par la victoire, l'USFSA décide de les disqualifier.

## Participants
Comme l'année suivante, 8 clubs se sont qualifiés pour le championnat de France, il s'agit des huit champions régionaux de l'USFSA.
Pour la première fois, le champion de France en titre, le Racing CF, a échoué de se qualifier et ne peut défendre son titre étant défait (10-0) par le Stade français dans le championnat de Paris de l'USFSA.
- Stade grenoblois, champion des Alpes.
- Vélo sport chartrain, champion du Centre-Ouest
- Olympique de Marseille, champion du Littoral
- Le Havre athletic club, champion de la Manche
- Stade français, champion de Paris
- Stade olympien des étudiants de Toulouse, champion du Sud
- Football club de Lyon, champion de l'Est
- Stade bordelais, champion du Sud-Ouest

## Organisation
Pour cette édition, l'USFSA décide de procéder à des matchs éliminatoires interrégionaux dans un premier tour. Cela permet une meilleur organisation des déplacements. Ainsi, elle décide de mettre dans trois zones interrégionales les 8 participants.
- Région Garonne : Bordeaux et Toulouse
- Région Rhône : Grenoble, Lyon et Marseille
- Région Seine : Chartres, Le Havre et Paris

Les rencontres ont lieu suivant les tableaux suivants :
- Région Garonne :
  - Sud contre Sud-Ouest
- Région Rhône :
  - Match 1 : Littoral contre Alpes
  - Match 2 : vainqueur 1 contre Est
  - Finale interrégionale : Garonne contre Rhône
- Région Seine :
  - Match 1 : Centre-Ouest contre Manche
  - Match 2 (« demi-finale ») : vainqueur 1 contre Paris
- Finale du championnat de France : vainqueur Garonne-Rhône contre vainqueur Seine

## Championnat

### Premier tour
Le premier tour du Championnat de France connaît deux matchs gagnés sur forfaits. Lors de la commission de l'USFSA du 6 avril 1901, le représentant du Havre AC, Frank Mason est contraint de signaler le forfait de son équipe pour le championnat. Le match est donné gagné à Chartres qui se qualifie pour la demi-finale contre le champion de Paris. 
Bien que le match soit prévu à Grenoble, l'Olympique de Marseille a lui aussi déclaré forfait le jour du match. À la suite d'un quiproquo, le président marseillais René Dufaure de Montmirail pensait que l'organisateur n'allait pas rembourser le déplacement et a donc préféré déclarer forfait malgré l'intention de l'USFSA de les rembourser a posteriori. 
Le Stade bordelais a triomphé du Stade olympien par 22 à 5 à la Prairie des Filtres. Côté bordelais, 6 essais dont 2 transformés (Laporte (2), C. Robert (2), Mazières (1), Rachou (1) et 2 transformés par Bryant) contre 1 essai transformé pour les toulousains (Cuillé et transformé par Fabreygat). 

### Second tour
Au tour suivant, Lyon bat Grenoble par un essai de Peillon non transformé. On note que ce joueur n'était pas qualifié pour participer à ce match mais qu'aucune réclamation ne fut porté avant la rencontre. 

### Demi-finales
Le 24 mars, le Stade français démarre le championnat le France en écrasant Chartres 21 à 0. Pour le SF 5 essais inscrits (Amand (1), Bellencourt (2), Da Silva (1), Herbet (1) dont 2 transformés par Rischmann et Hervé).  
Les arrières chartrains, notamment Chautemps, Miné et Murray, sont salués par la presse face à ce puissant Stade. A la fin de la rencontre, les joueurs se presse au vélodrome du Parc des Princes afin d'assister à la seconde mi-temps de l'autre demi-finale.  
Bordeaux et Lyon s'affronte pour une place en finale. Ainsi, les jaunes et noirs réussissent en seconde mi-temps à l'emporter et se qualifier pour l'ultime rencontre du championnat. On note les essais de Laffitte (1), Laporte (1) et de Duffourcq (1) transformé par Bryant. Côté lyonnais, le capitaine Bavozet inscrit un but après marque.  

### Tableau des phases finales
|  | Premier tour               | Premier tour                 |                            |         | Second tour | Second tour |  |  | Demi-finales            | Demi-finales            |  |  | Finale                     | Finale                     |
|  | Premier tour               | Premier tour                 |                            |         | Second tour | Second tour |  |  | Demi-finales            | Demi-finales            |  |  | Finale                     | Finale                     |
|  |                            |                              |                            |         |             |             |  |  |                         |                         |  |  |                            |                            |
|  | Le 10 mars 1901 à Toulouse | Le 10 mars 1901 à Toulouse   |                            |         |             |             |  |  | Le 24 mars 1901 à Paris | Le 24 mars 1901 à Paris |  |  | Le 31 mars 1901 au Bouscat | Le 31 mars 1901 au Bouscat |
|  | Le 10 mars 1901 à Toulouse | Le 10 mars 1901 à Toulouse   |                            |         |             |             |  |  | Le 24 mars 1901 à Paris | Le 24 mars 1901 à Paris |  |  | Le 31 mars 1901 au Bouscat | Le 31 mars 1901 au Bouscat |
|  | SOE Toulouse               | 5                            |                            |         |             |             |  |  | Le 24 mars 1901 à Paris | Le 24 mars 1901 à Paris |  |  | Le 31 mars 1901 au Bouscat | Le 31 mars 1901 au Bouscat |
|  | SOE Toulouse               | 5                            |                            |         |             |             |  |  | Le 24 mars 1901 à Paris | Le 24 mars 1901 à Paris |  |  | Le 31 mars 1901 au Bouscat | Le 31 mars 1901 au Bouscat |
|  | Stade bordelais            | 22                           |                            |         |             |             |  |  | Le 24 mars 1901 à Paris | Le 24 mars 1901 à Paris |  |  | Le 31 mars 1901 au Bouscat | Le 31 mars 1901 au Bouscat |
|  | Stade bordelais            | 22                           |                            |         |             |             |  |  | Le 24 mars 1901 à Paris | Le 24 mars 1901 à Paris |  |  | Le 31 mars 1901 au Bouscat | Le 31 mars 1901 au Bouscat |
|  |                            |                              |                            |         |             |             |  |  | Le 24 mars 1901 à Paris | Le 24 mars 1901 à Paris |  |  | Le 31 mars 1901 au Bouscat | Le 31 mars 1901 au Bouscat |
|  |                            |                              |                            |         |             |             |  |  | Le 24 mars 1901 à Paris | Le 24 mars 1901 à Paris |  |  | Le 31 mars 1901 au Bouscat | Le 31 mars 1901 au Bouscat |
|  |                            |                              |                            |         |             |             |  |  | Le 24 mars 1901 à Paris | Le 24 mars 1901 à Paris |  |  | Le 31 mars 1901 au Bouscat | Le 31 mars 1901 au Bouscat |
|  | Le 17 mars 1901 à Lyon     |                              |                            |         |             |             |  |  | Le 24 mars 1901 à Paris | Le 24 mars 1901 à Paris |  |  | Le 31 mars 1901 au Bouscat | Le 31 mars 1901 au Bouscat |
|  |                            |                              |                            |         |             |             |  |  | Le 24 mars 1901 à Paris | Le 24 mars 1901 à Paris |  |  | Le 31 mars 1901 au Bouscat | Le 31 mars 1901 au Bouscat |
|  | Stade bordelais            | 11                           |                            |         |             |             |  |  |                         |                         |  |  | Le 31 mars 1901 au Bouscat | Le 31 mars 1901 au Bouscat |
|  | Stade bordelais            | 11                           | Le 10 mars 1901 à Grenoble |         |             |             |  |  |                         |                         |  |  | Le 31 mars 1901 au Bouscat | Le 31 mars 1901 au Bouscat |
|  |                            | FC de Lyon                   | 4                          |         |             |             |  |  |                         |                         |  |  | Le 31 mars 1901 au Bouscat | Le 31 mars 1901 au Bouscat |
|  | Stade grenoblois           | FC de Lyon                   | 4                          | Forfait |             |             |  |  |                         |                         |  |  | Le 31 mars 1901 au Bouscat | Le 31 mars 1901 au Bouscat |
|  | Stade grenoblois           | Le 24 mars 1901 à Courbevoie |                            | Forfait |             |             |  |  |                         |                         |  |  | Le 31 mars 1901 au Bouscat | Le 31 mars 1901 au Bouscat |
|  | Olympique de Marseille     |                              |                            |         |             |             |  |  |                         |                         |  |  | Le 31 mars 1901 au Bouscat | Le 31 mars 1901 au Bouscat |
|  | FC de Lyon                 | 3                            |                            |         |             |             |  |  |                         |                         |  |  | Le 31 mars 1901 au Bouscat | Le 31 mars 1901 au Bouscat |
|  | FC de Lyon                 | 3                            |                            |         |             |             |  |  |                         |                         |  |  | Le 31 mars 1901 au Bouscat | Le 31 mars 1901 au Bouscat |
|  |                            | Stade grenoblois             | 0                          |         |             |             |  |  |                         |                         |  |  | Le 31 mars 1901 au Bouscat | Le 31 mars 1901 au Bouscat |
|  |                            | Stade grenoblois             | 0                          |         |             |             |  |  |                         |                         |  |  | Le 31 mars 1901 au Bouscat | Le 31 mars 1901 au Bouscat |
|  |                            |                              |                            |         |             |             |  |  |                         |                         |  |  | Le 31 mars 1901 au Bouscat | Le 31 mars 1901 au Bouscat |
|  |                            |                              |                            |         |             |             |  |  |                         |                         |  |  | Le 31 mars 1901 au Bouscat | Le 31 mars 1901 au Bouscat |
|  | Stade bordelais            | 3                            |                            |         |             |             |  |  |                         |                         |  |  |                            |                            |
|  | Stade bordelais            | 3                            |                            |         |             |             |  |  |                         |                         |  |  |                            |                            |
|  |                            | Stade français               | 0                          |         |             |             |  |  |                         |                         |  |  |                            |                            |
|  |                            | Stade français               | 0                          |         |             |             |  |  |                         |                         |  |  |                            |                            |
|  |                            |                              |                            |         |             |             |  |  |                         |                         |  |  |                            |                            |
|  |                            |                              |                            |         |             |             |  |  |                         |                         |  |  |                            |                            |
|  |                            |                              |                            |         |             |             |  |  |                         |                         |  |  |                            |                            |
|  |                            |                              |                            |         |             |             |  |  |                         |                         |  |  |                            |                            |
|  |                            |                              |                            |         |             |             |  |  |                         |                         |  |  |                            |                            |
|  |                            |                              |                            |         |             |             |  |  |                         |                         |  |  |                            |                            |
|  |                            |                              |                            |         |             |             |  |  |                         |                         |  |  |                            |                            |
|  |                            |                              |                            |         |             |             |  |  |                         |                         |  |  |                            |                            |
|  | Stade français             | 21                           |                            |         |             |             |  |  |                         |                         |  |  |                            |                            |
|  | Stade français             | 21                           |                            |         |             |             |  |  |                         |                         |  |  |                            |                            |
|  |                            | VS Chartrain                 | 0                          |         |             |             |  |  |                         |                         |  |  |                            |                            |
|  |                            | VS Chartrain                 | 0                          |         |             |             |  |  |                         |                         |  |  |                            |                            |
|  |                            |                              |                            |         |             |             |  |  |                         |                         |  |  |                            |                            |
|  |                            |                              |                            |         |             |             |  |  |                         |                         |  |  |                            |                            |
|  |                            |                              |                            |         |             |             |  |  |                         |                         |  |  |                            |                            |
|  | Le 10 mars 1901 -          |                              |                            |         |             |             |  |  |                         |                         |  |  |                            |                            |
|  |                            |                              |                            |         |             |             |  |  |                         |                         |  |  |                            |                            |
|  | Le Havre AC                | Forfait                      |                            |         |             |             |  |  |                         |                         |  |  |                            |                            |
|  | Le Havre AC                | Forfait                      |                            |         |             |             |  |  |                         |                         |  |  |                            |                            |
|  | VS Chartrain               |                              |                            |         |             |             |  |  |                         |                         |  |  |                            |                            |
|  |                            |                              |                            |         |             |             |  |  |                         |                         |  |  |                            |                            |

## Finale
Il s'agit de la revanche du 30 avril 1899, ou les deux équipes s'étaient retrouvés en finale (victoire bordelaise 5 à 3). Après une belle bataille et le seul l'essai de la partie de Campbell Cartwright, le Stade bordelais est champion de France.
Cependant, ils sont disqualifiés quelques jours plus tard.
| Dimanche 31 mars 1901 15h15 | Stade bordelais           | 3 - 0 | Stade français | Terrain de la route du Médoc, Le Bouscat 1 500 spectateurs Arbitre : Paul Cartault |
| Dimanche 31 mars 1901 15h15 | Essai(s) : Cartwright (1) |       |                | Terrain de la route du Médoc, Le Bouscat 1 500 spectateurs Arbitre : Paul Cartault |
| Dimanche 31 mars 1901 15h15 |                           |       |                | Terrain de la route du Médoc, Le Bouscat 1 500 spectateurs Arbitre : Paul Cartault |

### Disqualification du Stade bordelais
Le représentant et capitaine du Stade français, Louis Dedet porte une réclamation auprès de Charles Brennus, président de la commission de football-rugby de l'USFSA. 
Lors de cette saison, le Stade bordelais avait fusionné avec le Bordeaux université club. L'ancien capitaine du BUC, Léon Lannes suivi de Pierre Moyzès et de P. Cazala sont soupçonnés d'avoir participés au championnat régional du Sud-Ouest avec le BUC (match du 25 novembre 1900). Or, le BUC avait déclaré forfait pour la saison et les dirigeants du Stade bordelais clament que ces trois joueurs sont biens qualifiés pour la feuille de match. En effet, selon les règles de l'USFSA, il fallait trois mois d'appartenance au club requis pour être régulièrement qualifiés. 
Dès lors, Charles Brennus enregistre la protestation et sera observée en session de la commission après la finale. 
Comme énoncé, le Stade bordelais remporte le match (3-0) et est sacré champion de France. Cependant, lors de la commission, Charles Brennus prend acte de la réclamation du Stade français et leur donne raison. Ainsi, on propose de faire rejouer la finale sans ces trois joueurs.
Le Stade bordelais refuse de rejouer estimant qu'ils sont les champions légitimes étant dans leur droit. Enfin, la décision est prise par la commission de couronner le Stade français champion de France à la place de Bordeaux.